# Не е лесно
„Не е лесно“ (на английски: It's Complicated) е американска романтична комедия от 2009 г., написана и режисирана от Нанси Майърс. Във филма участват Мерил Стрийп, Стив Мартин, Алек Болдуин, Джон Кразински, Лейк Бел, Хънтър Париш, Зоуи Казан, Мери Кей Плейс, Робърт Къртис Браун и Рита Уилсън.

## Актьорски състав
| Актьор               | Роля                                             |
| -------------------- | ------------------------------------------------ |
| Мерил Стрийп         | Джейн Адлър                                      |
| Стив Мартин          | Адам Шафър, архитект на Джейн                    |
| Алек Болдуин         | Джейкъб Адлър, бивш съпруг на Джейн              |
| Лейк Бел             | Агнес Адлър, съпруга на Джейк                    |
| Хънтър Париш         | Люк Дейвид Адлър                                 |
| Зоуи Казан           | Габи Адлър, дъщеря на Джейн и Джейк              |
| Кейтлин Фицджералд   | Лорън Адлър, по-голямата дъщеря на Джейн и Джейк |
| Джон Кразински       | Харли, годеник на Лорън                          |
| Мери Кей Плейс       | Джоан                                            |
| Рита Уилсън          | Триша                                            |
| Александра Уентуърт  | Даян                                             |
| Джеймс Патрик Стюарт | Доктор Мос, пластичният хирург                   |
| Бланчард Райън       | Аналийз                                          |
| Майкъл Ривера        | Еди                                              |
| Робърт Къртис Браун  | Питър                                            |
| Питър Маккензи       | Доктор Алън, терапевт на Джейн                   |
| Розали Уорд          | Алекс                                            |
| Джими Клабътс        | Чейз                                             |
| Емджай Антъни        | Педро Адлър                                      |
| Емили Кини           | Сервитьорка                                      |
| Нора Дън             | Сам                                              |
| Брус Олтман          | Тед                                              |

## В България
В България филмът е пуснат по кината на 16 април 2010 г. от Audio Visual България.
На 16 декември 2013 г. е издаден на DVD от А Плюс Филмс.
На 28 април 2013 г. е излъчен за първи път по NOVA с български дублаж. Екипът се състои от:
| Озвучаващи артисти  | Даниела Йорданова Елисавета Господинова Петя Миладинова Димитър Иванчев Здравко Методиев Николай Николов |
| Преводач            | Илияна Велчева                                                                                           |
| Тонрежисьор         | Цветомир Цветков                                                                                         |
| Режисьор на дублажа | Димитър Кръстев                                                                                          |